# Kevin Strootman
Kevin Johannes Willem Strootman (Ridderkerk, 13 febbraio 1990) è un ex calciatore olandese, di ruolo centrocampista.

## Biografia
Dall'unione con Thara Pols sono nati Jonah Maxime nel 2018 e Rocky Diana nel 2021.

## Caratteristiche tecniche
Dopo essersi affermato nel ruolo di regista, le sue caratteristiche sono quelle tipiche del centrocampista moderno che abbina ottime doti d'impostazione con buone capacità nel recupero del pallone, e si distingue per la sua aggressività in mezzo al campo. Mancino naturale, la sua intelligenza tattica gli permette di esprimersi brillantemente come uomo assist, rivelandosi anche decisivo in zona goal, con inserimenti che, in sporadiche occasioni, culminano in rete. Ѐ dotato di buona visione di gioco e di un tiro potente. Per la sua grande abilità nel recuperare e "ripulire" i palloni, ai tempi della Roma guidata da Rudi Garcia, viene soprannominato La Lavatrice.

## Carriera

### Club

#### Sparta Rotterdam e Utrecht
Strootman inizia la carriera nelle giovanili del VV Rijsoord. Nel 2007 si trasferisce allo Sparta Rotterdam club della massima divisione olandese dove esordisce in prima squadra nel gennaio del 2008. Al termine del campionato 2009-2010, lo Sparta retrocede in seconda divisione. Nel gennaio del 2011 passa all'Utrecht per 700.000 euro. Esordisce con la nuova maglia il 19 gennaio, nella vittoria per 2-1 in casa del Venlo.

#### PSV Eindhoven

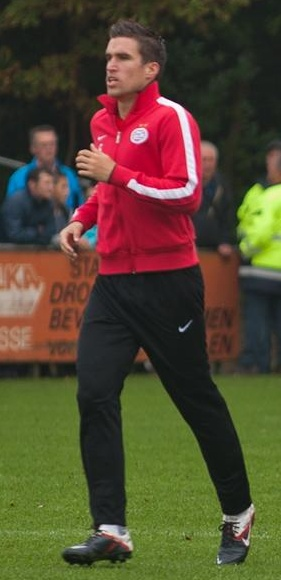
Strootman in allenamento con il PSV nel 2011

Il 29 giugno 2011 viene ingaggiato dal PSV insieme al compagno di squadra Dries Mertens per un importo complessivo di 13 milioni di euro. Debutta in campionato da titolare in AZ Alkmaar-PSV Eindhoven (3-1) e in Europa League il 15 settembre contro il Legia Varsavia (1-0). Segna il suo primo gol il 24 settembre in PSV Eindhoven-Roda JC (7-1) al 34' su assist di Georginio Wijnaldum. Si ripete il 29 settembre in Rapid Bucarest-PSV Eindhoven (1-3) di Europa League. L'8 aprile 2012 gioca da titolare la finale della Coppa d'Olanda vinta per 3-0 contro l'Heracles Almelo. Termina la sua stagione con 30 presenze e 2 gol in campionato.
Segna il suo primo gol nella stagione 2012-2013 il 18 agosto nel 5-0 contro il Roda JC. Il 20 ottobre mette a segno una doppietta nella vittoria per 3-2 contro il Willem II. Conclude la sua seconda stagione con il PSV Eindhoven con 32 presenze e 5 gol. In totale con la maglia del PSV Eindhoven ha collezionato 62 presenze e 7 gol in campionato, 88 presenze e 13 gol in totale.

#### Roma
Il 17 luglio 2013 si trasferisce alla squadra italiana della Roma, in una delle cessioni più remunerative della storia del PSV Eindhoven: gli olandesi incassano 16,5 milioni di euro, più un eventuale bonus fino a un massimo di 3,5 milioni legato alle sue prestazioni. Ottiene di poter indossare la maglia numero 6 che la società giallorossa aveva ritirato nel 2003 in onore di Aldair. Esordisce in Serie A il 1º settembre 2013 alla seconda giornata di campionato, partendo da titolare contro l'Hellas Verona, gara terminata 3-0 per i giallorossi. Il 16 settembre segna il suo primo gol in maglia giallorossa in casa del Parma, su calcio di rigore, fissando il punteggio sull'1-3. Le sue prestazioni positive lo fanno diventare uno dei punti di riferimento della formazione di Rudi Garcia protagonista di dieci vittorie consecutive iniziali . Il 9 marzo 2014 si infortuna gravemente al ginocchio sinistro durante la gara di campionato al San Paolo contro il Napoli: i primi esami riscontrano una lesione al legamento crociato anteriore con possibile interessamento al menisco. Si chiude così anzitempo la sua prima stagione in giallorosso, nella quale realizza 6 gol in 29 presenze stagionali.
Il 9 novembre 2014, a distanza di 8 mesi dal suo infortunio, fa il suo esordio stagionale contro il Torino, subentrando all'84º minuto al posto di Keita; la gara termina 3-0 per la Roma. Il 25 novembre 2014 esordisce in Champions League nella gara contro il CSKA Mosca (1-1), subentrando all'83º minuto al posto di Nainggolan. Il 25 gennaio 2015 durante un contrasto di gioco nella gara contro la Fiorentina (1-1), esce per infortunio al ginocchio sinistro, lo stesso dove era stato in precedenza operato. Il successivo 30 gennaio viene operato per una complicanza dovuta alla precedente operazione e per una lesione cartilaginea e, a causa della lunga degenza, conclude la seconda stagione con sole 7 presenze tra campionato e coppe.

Strootman (quarto in piedi da sinistra) con la maglia della nel 2018

Rientra in campo solo il 21 febbraio 2016, dopo oltre un anno dall'infortunio (Roma-Palermo 5-0), e nella stagione 2015-2016 colleziona 5 sole presenze complessive fra aprile e maggio. Acquisita nuovamente la piena integrità fisica, nel campionato seguente ritrova il posto da titolare e il 29 settembre 2016 segna il suo primo centro in giallorosso nelle coppe europee, nella gara interna dei gironi di Europa League contro l'Astra Giurgiu (4-0).
Nella stagione 2017-2018 si conferma infine pedina importante anche nello scacchiere del nuovo allenatore Di Francesco, che lo schiera regolarmente al centro della mediana giallorossa. Lascia la Roma nell'agosto del 2018 dopo cinque stagioni di militanza, avendo raccolto complessivamente 131 presenze e 13 reti.

#### Olympique Marsiglia e prestito al Genoa
Il 28 agosto 2018 si trasferisce a titolo definitivo ai francesi del Marsiglia, diretti dal suo vecchio allenatore Rudi Garcia, e sceglie di vestire la casacca n. 12. Il 2 settembre 2018 fa il suo esordio con la nuova maglia, nella trasferta vittoriosa contro il Monaco (2-3), giocando per 90'.
Il 14 gennaio 2021 viene ceduto in prestito al Genoa. Fa il suo debutto il 18 gennaio seguente, nella gara terminata 0-0 in trasferta contro l'Atalanta. La domenica seguente, serve l'assist a Mattia Destro per il gol che permetterà al Genoa di battere 1-0 il Cagliari. Colleziona 18 presenze e 4 assist non venendo tuttavia riscattato a fine stagione.

#### Prestito al Cagliari, ritorno al Genoa e ritiro
Il 3 luglio dello stesso anno viene ceduto nuovamente in prestito in Italia, questa volta al Cagliari. Con i sardi disputa solamente dieci partite, non riuscendo ad evitare la retrocessione.
Il 24 agosto 2022 torna nuovamente in prestito al Genoa, anch'esso retrocesso in cadetteria. Esordisce in Serie B il 9 settembre nella sconfitta in casa del Palermo per 1-0, mentre il 15 ottobre mette a segno la sua prima rete, sia con i rossoblu che nella serie cadetta, nel successo per 2-1 sul campo del Cosenza.
Il 6 luglio 2023 rinnova il suo contratto per un anno. Alla fine della stagione gli viene comunicato che non c'è intenzione di prolungare il suo contratto, e Strootman rimane quindi svincolato. Il 18 ottobre 2024, a 34 anni, annuncia il ritiro dal calcio giocato.

### Nazionale

#### Giovanili
Ha giocato sia con l'Under-20 che con l'Under-19. Con l'Under-21 ha esordito contro la Finlandia in un incontro valido per le qualificazioni all'Europeo 2011. In seguito, già nel giro della nazionale maggiore, gli è stata affidata la fascia di capitano all'Europeo Under-21 2013, dove l'Olanda ha perso 1-0 la semifinale contro l'Italia.

#### Nazionale maggiore
Strootman ha esordito con la maglia della nazionale maggiore il 9 febbraio 2011, sostituendo Theo Janssen nell'amichevole contro l'Austria. Diventato titolare nelle partite che hanno qualificato l'Olanda all'Europeo 2012, il successivo 6 settembre ha siglato la sua prima rete in nazionale nella vittoria esterna contro la Finlandia, valida per le qualificazioni. È stato quindi convocato ma non schierato nella fase finale della manifestazione dal CT van Marwijk, che gli ha preferito i più esperti van Bommel e de Jong. L'Olanda è stata quindi eliminata nella prima fase, con tre sconfitte in tre gare.
Nel settembre 2012 è stato scelto dal nuovo CT Louis van Gaal come capitano della nazionale, divenendo così il più giovane calciatore ad aver indossato la fascia degli Oranje. Considerato con Robben, Sneijder e van Persie una delle quattro colonne della nazionale, nonché uno dei giovani più attesi del Mondiale 2014, ha dovuto rinunciare alla manifestazione in seguito al grave infortunio subito ai legamenti di un ginocchio nel marzo del 2014 in campionato. Dopo 2 anni di assenza causa infortuni, nel 2016 è tornato nel giro della nazionale allenata da Danny Blind, talvolta indossando nuovamente la fascia di capitano. Non ha preso parte al Mondiale di Russia a causa della mancata qualificazione della nazionale olandese alla rassegna iridata.

## Statistiche

### Presenze e reti nei club
| Stagione                | Squadra                 | Campionato              | Campionato | Campionato | Coppe nazionali | Coppe nazionali | Coppe nazionali | Coppe continentali | Coppe continentali | Coppe continentali | Altre coppe | Altre coppe | Altre coppe | Totale | Totale |
| Stagione                | Squadra                 | Comp                    | Pres       | Reti       | Comp            | Pres            | Reti            | Comp               | Pres               | Reti               | Comp        | Pres        | Reti        | Pres   | Reti   |
| ----------------------- | ----------------------- | ----------------------- | ---------- | ---------- | --------------- | --------------- | --------------- | ------------------ | ------------------ | ------------------ | ----------- | ----------- | ----------- | ------ | ------ |
| 2007-2008               | Sparta Rotterdam        | ED                      | 3          | 0          | CO              | 0               | 0               | -                  | -                  | -                  | -           | -           | -           | 3      | 0      |
| 2008-2009               | Sparta Rotterdam        | ED                      | 25         | 2          | CO              | 3               | 1               | -                  | -                  | -                  | -           | -           | -           | 28     | 3      |
| 2009-2010               | Sparta Rotterdam        | ED                      | 28+4       | 2+0        | CO              | 4               | 3               | -                  | -                  | -                  | -           | -           | -           | 36     | 5      |
| 2010-gen. 2011          | Sparta Rotterdam        | EE                      | 16         | 4          | CO              | 1               | 0               | -                  | -                  | -                  | -           | -           | -           | 17     | 4      |
| Totale Sparta Rotterdam | Totale Sparta Rotterdam | Totale Sparta Rotterdam | 72+4       | 8+0        |                 | 8               | 4               |                    | -                  | -                  |             | -           | -           | 84     | 12     |
| gen.-giu. 2011          | Utrecht                 | ED                      | 14         | 2          | CO              | 2               | 0               | -                  | -                  | -                  | -           | -           | -           | 16     | 2      |
| 2011-2012               | PSV                     | ED                      | 30         | 2          | CO              | 5               | 1               | UEL                | 11                 | 3                  | -           | -           | -           | 46     | 6      |
| 2012-2013               | PSV                     | ED                      | 32         | 6          | CO              | 5               | 1               | UEL                | 4                  | 1                  | SO          | 1           | 0           | 42     | 8      |
| Totale PSV              | Totale PSV              | Totale PSV              | 62         | 8          |                 | 10              | 2               |                    | 15                 | 4                  |             | 1           | 0           | 88     | 14     |
| 2013-2014               | Roma                    | A                       | 25         | 5          | CI              | 4               | 1               | -                  | -                  | -                  | -           | -           | -           | 29     | 6      |
| 2014-2015               | Roma                    | A                       | 6          | 0          | CI              | 0               | 0               | UCL                | 1                  | 0                  | -           | -           | -           | 7      | 0      |
| 2015-2016               | Roma                    | A                       | 5          | 0          | CI              | 0               | 0               | UCL                | 0                  | 0                  | -           | -           | -           | 5      | 0      |
| 2016-2017               | Roma                    | A                       | 33         | 4          | CI              | 3               | 0               | UCL+UEL            | 2+7                | 0+2                | -           | -           | -           | 45     | 6      |
| 2017-2018               | Roma                    | A                       | 32         | 1          | CI              | 1               | 0               | UCL                | 11                 | 0                  | -           | -           | -           | 44     | 1      |
| ago. 2018               | Roma                    | A                       | 1          | 0          | CI              | 0               | 0               | UCL                | 0                  | 0                  | -           | -           | -           | 1      | 0      |
| Totale Roma             | Totale Roma             | Totale Roma             | 102        | 10         |                 | 8               | 1               |                    | 20                 | 2                  |             | -           | -           | 131    | 13     |
| 2018-2019               | O. Marsiglia            | L1                      | 28         | 1          | CF+CdL          | 1+0             | 0               | UEL                | 5                  | 0                  | -           | -           | -           | 34     | 1      |
| 2019-2020               | O. Marsiglia            | L1                      | 25         | 2          | CF+CdL          | 4+1             | 0               | -                  | -                  | -                  | -           | -           | -           | 30     | 2      |
| 2020-gen. 2021          | O. Marsiglia            | L1                      | 11         | 0          | CF              | 0               | 0               | UCL                | 3                  | 0                  | -           | -           | -           | 14     | 0      |
| Totale O. Marsiglia     | Totale O. Marsiglia     | Totale O. Marsiglia     | 64         | 3          |                 | 6               | 0               |                    | 8                  | 0                  |             | -           | -           | 78     | 3      |
| gen.-giu. 2021          | Genoa                   | A                       | 18         | 0          | CI              | -               | -               | -                  | -                  | -                  | -           | -           | -           | 18     | 0      |
| 2021-2022               | Cagliari                | A                       | 10         | 0          | CI              | 1               | 0               | -                  | -                  | -                  | -           | -           | -           | 11     | 0      |
| 2022-2023               | Genoa                   | B                       | 30         | 2          | CI              | 1               | 0               | -                  | -                  | -                  | -           | -           | -           | 31     | 2      |
| 2023-2024               | Genoa                   | A                       | 27         | 0          | CI              | 2               | 0               | -                  | -                  | -                  | -           | -           | -           | 29     | 0      |
| Totale Genoa            | Totale Genoa            | Totale Genoa            | 75         | 2          |                 | 3               | 0               |                    | -                  | -                  |             | -           | -           | 78     | 2      |
| Totale carriera         | Totale carriera         | Totale carriera         | 403        | 33         |                 | 38              | 7               |                    | 43                 | 6                  |             | 1           | 0           | 485    | 46     |

### Cronologia presenze e reti in nazionale
| Cronologia completa delle presenze e delle reti in nazionale ― Paesi Bassi | Cronologia completa delle presenze e delle reti in nazionale ― Paesi Bassi | Cronologia completa delle presenze e delle reti in nazionale ― Paesi Bassi | Cronologia completa delle presenze e delle reti in nazionale ― Paesi Bassi | Cronologia completa delle presenze e delle reti in nazionale ― Paesi Bassi | Cronologia completa delle presenze e delle reti in nazionale ― Paesi Bassi | Cronologia completa delle presenze e delle reti in nazionale ― Paesi Bassi | Cronologia completa delle presenze e delle reti in nazionale ― Paesi Bassi |
| Data                                                                       | Città                                                                      | In casa                                                                    | Risultato                                                                  | Ospiti                                                                     | Competizione                                                               | Reti                                                                       | Note                                                                       |
| -------------------------------------------------------------------------- | -------------------------------------------------------------------------- | -------------------------------------------------------------------------- | -------------------------------------------------------------------------- | -------------------------------------------------------------------------- | -------------------------------------------------------------------------- | -------------------------------------------------------------------------- | -------------------------------------------------------------------------- |
| 9-2-2011                                                                   | Eindhoven                                                                  | Paesi Bassi                                                                | 3 – 1                                                                      | Austria                                                                    | Amichevole                                                                 | -                                                                          | 71’                                                                        |
| 25-3-2011                                                                  | Budapest                                                                   | Ungheria                                                                   | 0 – 4                                                                      | Paesi Bassi                                                                | Qual. Euro 2012                                                            | -                                                                          | 82’                                                                        |
| 4-6-2011                                                                   | Goiânia                                                                    | Brasile                                                                    | 0 – 0                                                                      | Paesi Bassi                                                                | Amichevole                                                                 | -                                                                          | 74’                                                                        |
| 8-6-2011                                                                   | Montevideo                                                                 | Uruguay                                                                    | 1 – 1                                                                      | Paesi Bassi                                                                | Amichevole                                                                 | -                                                                          | 27’ 61’                                                                    |
| 2-9-2011                                                                   | Eindhoven                                                                  | Paesi Bassi                                                                | 11 – 0                                                                     | San Marino                                                                 | Qual. Euro 2012                                                            | -                                                                          | 86’                                                                        |
| 6-9-2011                                                                   | Helsinki                                                                   | Finlandia                                                                  | 0 – 2                                                                      | Paesi Bassi                                                                | Qual. Euro 2012                                                            | 1                                                                          |                                                                            |
| 7-10-2011                                                                  | Rotterdam                                                                  | Paesi Bassi                                                                | 1 – 0                                                                      | Moldavia                                                                   | Qual. Euro 2012                                                            | -                                                                          | 90'+2’                                                                     |
| 11-10-2011                                                                 | Solna                                                                      | Svezia                                                                     | 3 – 2                                                                      | Paesi Bassi                                                                | Qual. Euro 2012                                                            | -                                                                          | 81’                                                                        |
| 11-11-2011                                                                 | Amsterdam                                                                  | Paesi Bassi                                                                | 0 – 0                                                                      | Svizzera                                                                   | Amichevole                                                                 | -                                                                          | 66’                                                                        |
| 15-11-2011                                                                 | Amburgo                                                                    | Germania                                                                   | 3 – 0                                                                      | Paesi Bassi                                                                | Amichevole                                                                 | -                                                                          | 64’                                                                        |
| 26-5-2012                                                                  | Amsterdam                                                                  | Paesi Bassi                                                                | 1 – 2                                                                      | Bulgaria                                                                   | Amichevole                                                                 | -                                                                          | 86’                                                                        |
| 7-9-2012                                                                   | Amsterdam                                                                  | Paesi Bassi                                                                | 2 – 0                                                                      | Turchia                                                                    | Qual. Mondiali 2014                                                        | -                                                                          |                                                                            |
| 11-9-2012                                                                  | Budapest                                                                   | Ungheria                                                                   | 1 – 4                                                                      | Paesi Bassi                                                                | Qual. Mondiali 2014                                                        | -                                                                          | 78’                                                                        |
| 12-10-2012                                                                 | Rotterdam                                                                  | Paesi Bassi                                                                | 3 – 0                                                                      | Andorra                                                                    | Qual. Mondiali 2014                                                        | -                                                                          | Cap. 53’                                                                   |
| 16-10-2012                                                                 | Bucarest                                                                   | Romania                                                                    | 1 – 4                                                                      | Paesi Bassi                                                                | Qual. Mondiali 2014                                                        | -                                                                          | Cap.                                                                       |
| 6-2-2013                                                                   | Amsterdam                                                                  | Paesi Bassi                                                                | 1 – 1                                                                      | Italia                                                                     | Amichevole                                                                 | -                                                                          |                                                                            |
| 22-3-2013                                                                  | Amsterdam                                                                  | Paesi Bassi                                                                | 3 – 0                                                                      | Estonia                                                                    | Qual. Mondiali 2014                                                        | -                                                                          |                                                                            |
| 26-3-2013                                                                  | Amsterdam                                                                  | Paesi Bassi                                                                | 4 – 0                                                                      | Romania                                                                    | Qual. Mondiali 2014                                                        | -                                                                          |                                                                            |
| 14-8-2013                                                                  | Faro                                                                       | Portogallo                                                                 | 1 – 1                                                                      | Paesi Bassi                                                                | Amichevole                                                                 | 1                                                                          |                                                                            |
| 6-9-2013                                                                   | Tallinn                                                                    | Estonia                                                                    | 2 – 2                                                                      | Paesi Bassi                                                                | Qual. Mondiali 2014                                                        | -                                                                          |                                                                            |
| 10-9-2013                                                                  | Andorra la Vella                                                           | Andorra                                                                    | 0 – 2                                                                      | Paesi Bassi                                                                | Qual. Mondiali 2014                                                        | -                                                                          |                                                                            |
| 11-10-2013                                                                 | Amsterdam                                                                  | Paesi Bassi                                                                | 8 – 1                                                                      | Ungheria                                                                   | Qual. Mondiali 2014                                                        | 1                                                                          |                                                                            |
| 16-11-2013                                                                 | Amsterdam                                                                  | Paesi Bassi                                                                | 2 – 2                                                                      | Giappone                                                                   | Amichevole                                                                 | -                                                                          |                                                                            |
| 19-11-2013                                                                 | Amsterdam                                                                  | Paesi Bassi                                                                | 0 – 0                                                                      | Colombia                                                                   | Amichevole                                                                 | -                                                                          | 68’                                                                        |
| 5-3-2014                                                                   | Saint-Denis                                                                | Francia                                                                    | 2 – 0                                                                      | Paesi Bassi                                                                | Amichevole                                                                 | -                                                                          | 39’                                                                        |
| 27-5-2016                                                                  | Dublino                                                                    | Irlanda                                                                    | 1 – 1                                                                      | Paesi Bassi                                                                | Amichevole                                                                 | -                                                                          | Cap. 70’                                                                   |
| 1-6-2016                                                                   | Danzica                                                                    | Polonia                                                                    | 1 – 2                                                                      | Paesi Bassi                                                                | Amichevole                                                                 | -                                                                          | 71’                                                                        |
| 4-6-2016                                                                   | Vienna                                                                     | Australia                                                                  | 0 – 2                                                                      | Paesi Bassi                                                                | Amichevole                                                                 | -                                                                          | Cap. 71’                                                                   |
| 1-9-2016                                                                   | Eindhoven                                                                  | Paesi Bassi                                                                | 1 – 2                                                                      | Grecia                                                                     | Amichevole                                                                 | -                                                                          | 65’                                                                        |
| 6-9-2016                                                                   | Solna                                                                      | Svezia                                                                     | 1 – 1                                                                      | Paesi Bassi                                                                | Qual. Mondiali 2018                                                        | -                                                                          | 25’                                                                        |
| 7-10-2016                                                                  | Feijenoord                                                                 | Paesi Bassi                                                                | 4 – 1                                                                      | Bielorussia                                                                | Qual. Mondiali 2018                                                        | -                                                                          | 79’                                                                        |
| 10-10-2016                                                                 | Amsterdam                                                                  | Paesi Bassi                                                                | 0 – 1                                                                      | Francia                                                                    | Qual. Mondiali 2018                                                        | -                                                                          | Cap.                                                                       |
| 25-3-2017                                                                  | Sofia                                                                      | Bulgaria                                                                   | 2 – 0                                                                      | Paesi Bassi                                                                | Qual. Mondiali 2018                                                        | -                                                                          |                                                                            |
| 28-3-2017                                                                  | Amsterdam                                                                  | Paesi Bassi                                                                | 1 – 2                                                                      | Italia                                                                     | Amichevole                                                                 | -                                                                          | Cap. 46’                                                                   |
| 4-6-2017                                                                   | Rotterdam                                                                  | Paesi Bassi                                                                | 5 – 0                                                                      | Costa d'Avorio                                                             | Amichevole                                                                 | -                                                                          | 84’                                                                        |
| 9-6-2017                                                                   | Rotterdam                                                                  | Paesi Bassi                                                                | 5 – 0                                                                      | Lussemburgo                                                                | Qual. Mondiali 2018                                                        | -                                                                          |                                                                            |
| 31-8-2017                                                                  | Parigi                                                                     | Francia                                                                    | 4 – 0                                                                      | Paesi Bassi                                                                | Qual. Mondiali 2018                                                        | -                                                                          | 61’                                                                        |
| 9-11-2017                                                                  | Aberdeen                                                                   | Scozia                                                                     | 0 – 1                                                                      | Paesi Bassi                                                                | Amichevole                                                                 | -                                                                          | Cap. 74’                                                                   |
| 14-11-2017                                                                 | Bucarest                                                                   | Romania                                                                    | 0 – 3                                                                      | Paesi Bassi                                                                | Amichevole                                                                 | -                                                                          | Cap.                                                                       |
| 23-3-2018                                                                  | Amsterdam                                                                  | Paesi Bassi                                                                | 0 – 1                                                                      | Inghilterra                                                                | Amichevole                                                                 | -                                                                          |                                                                            |
| 31-5-2018                                                                  | Trnava                                                                     | Slovacchia                                                                 | 1 – 1                                                                      | Paesi Bassi                                                                | Amichevole                                                                 | -                                                                          | 81’                                                                        |
| 6-9-2018                                                                   | Amsterdam                                                                  | Paesi Bassi                                                                | 2 – 1                                                                      | Perù                                                                       | Amichevole                                                                 | -                                                                          | 46’                                                                        |
| 16-10-2018                                                                 | Bruxelles                                                                  | Belgio                                                                     | 1 – 1                                                                      | Paesi Bassi                                                                | Amichevole                                                                 | -                                                                          | 73’                                                                        |
| 6-6-2019                                                                   | Guimarães                                                                  | Paesi Bassi                                                                | 3 – 1 dts                                                                  | Inghilterra                                                                | UEFA Nations League 2018-2019 - Semifinale                                 | -                                                                          | 114’                                                                       |
| 9-9-2019                                                                   | Tallinn                                                                    | Estonia                                                                    | 0 – 4                                                                      | Paesi Bassi                                                                | Qual. Euro 2020                                                            | -                                                                          | 85’                                                                        |
| 19-11-2019                                                                 | Amsterdam                                                                  | Paesi Bassi                                                                | 5 – 0                                                                      | Estonia                                                                    | Qual. Euro 2020                                                            | -                                                                          | 75’                                                                        |
| Totale                                                                     |                                                                            | Presenze                                                                   | 46                                                                         |                                                                            | Reti                                                                       | 3                                                                          |                                                                            |

## Palmarès
- Coppa dei Paesi Bassi: 1

PSV Eindhoven: 2011-12
- Supercoppa dei Paesi Bassi: 1

PSV Eindhoven: 2012